# سوئیس اینترنشنال ایرلاینز

لوگوی قدیمی هواپیمایی سوئیس از ۲۰۰۲ تا ۲۰۱۱

سوئیس اینترنشنال ایرلاینز (به انگلیسی: Swiss International Air Lines) شرکت هواپیمایی حامل پرچم سوئیس است، که از طریق شهرهای زوریخ، ژنو و بازل به شهرهای مختلف اروپا، آمریکای شمالی، آمریکای جنوبی، آفریقا و آسیا پرواز مستقیم انجام می‌دهد.
شرکت سوئیس اینترنشنال ایرلاینز در سال ۲۰۰۲ و در پی ورشکستگی شرکت سوئیس‌ایر، هواپیمایی ملی سابق سوئیس که در سال ۱۹۳۱ تأسیس شده بود، راه‌اندازی شد و اکنون به‌عنوان یکی از شرکت‌های تابعه شرکت هواپیمایی لوفت‌هانزا آلمان و استار الاینس به فعالیت ادامه می‌دهد و برای پروازهای خود از برنامه Miles & More لوفت‌هانزا استفاده می‌کند.
دفتر مرکزی شرکت سوئیس اینترنشنال ایرلاینز در فرودگاه بازل-مولوز-فرایبورگ اروپا و در نزدیکی شهر بازل قرار دارد. این شرکت که بیشتر پروازهای خود را از طریق فرودگاه زوریخ انجام می‌دهد در حال حاضر به ۱۰۶ شهر در ۴۸ کشور جهان پرواز دارد.